# Прапор Румунії
Прапор Румунії — один із символів держави Румунія разом з гербом та гімном. Є синьо-жовто-червоним триколором: 3 вертикальних лінії рівної ширини.

## Історія
Був прийнятий у 1848 році під час революції у Волощині та спершу мав горизонтальне розташування смуг.
Малюнок прапора створено ймовірно під впливом французького прапора в 1840-ві роки, проте, кольори прапора можуть мати давніше походження. Уперше вони трапляються за часів правління господаря Волощини Міхая Хороброго (1593—1601). Дехто припускає, що ці кольори використовувалися ще в часи господаря Молдовського князівства Стефана Великого (1457—1504). Червоно-жовто-синій штандарт став символом революції 1821 року, очоленої Тудором Владіміреску.
З 1866 по 1948 рік прапором Румунії був простий триколор.

Прапор революціонерів 1848 р. у Валахії та Молдавському князівстві
Прапор Об'єднаного князівства Волощини та Молдови. 1862-1866 рр.

### За часів комуністичної диктатури
Після 1948 р. на румунському триколорі був змальований герб СРР. 1989 року внаслідок повалення комуністичної диктатури герб СРР з прапора був прибраний.

січень 1948 - 13 квітня 1948
13 квітня 1948 - 24 вересня 1952
24 вересня 1952 - 21 серпня 1965
21 серпня 1965 - 27 грудня 1989
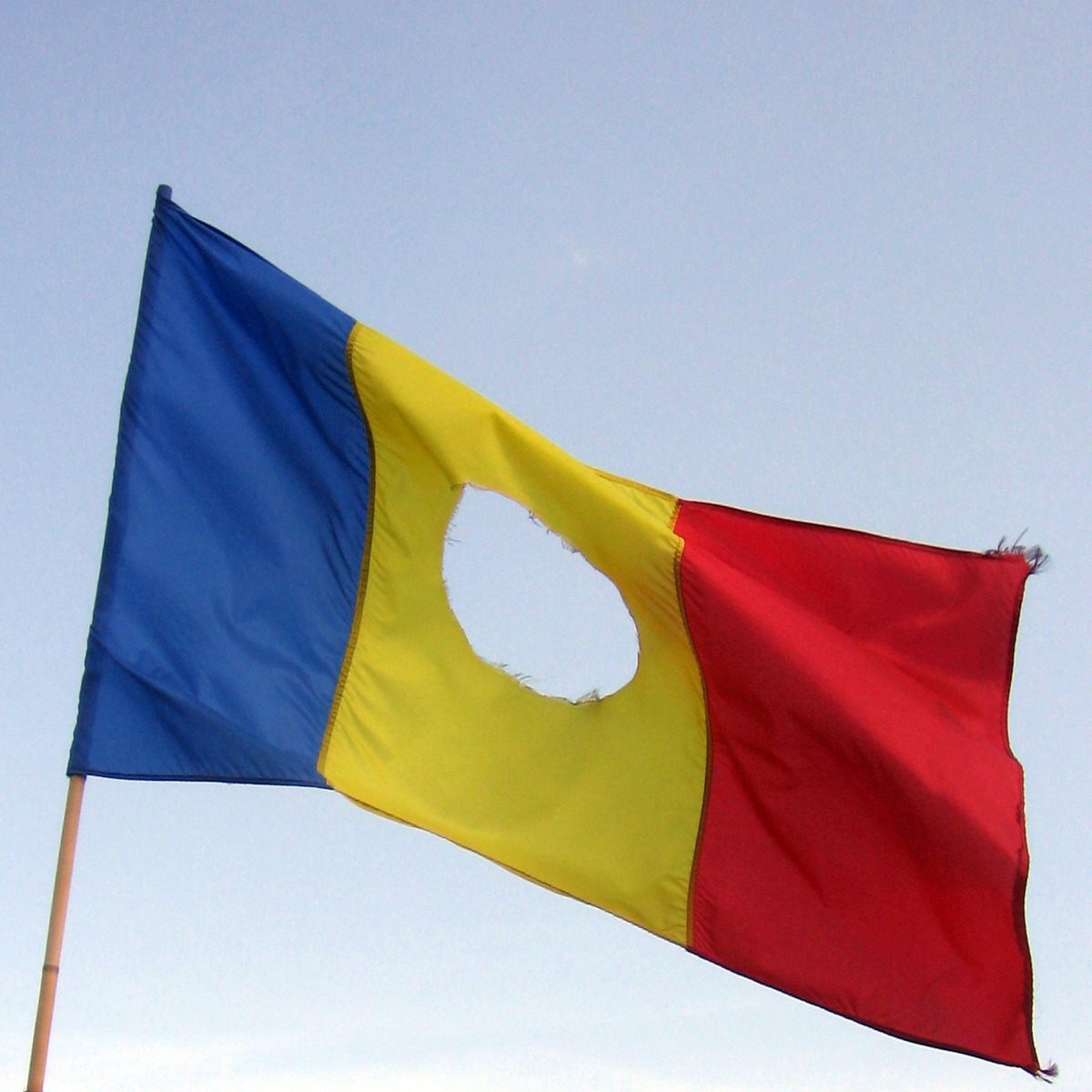
Прапор Соціалістичної Республіки Румунія з вирізаним гербом, який став символом революції 1989 року

## Вигляд
|                     |
| Конструкція прапора |

## Кольори
| Код          | Синій      | Жовтий     | Червоний  |
| ------------ | ---------- | ---------- | --------- |
| Pantone      | 280c       | 116c       | 186c      |
| CMYK         | 99-86-1-00 | 2-18-95-0  | 4-99-94-0 |
| RGB          | 0-43-127   | 252-209-22 | 206-17-38 |
| Кольори HTML | #002B7F    | #FCD116    | #CE1126   |